# 스파 나잇
"스파 나잇"(영어: Spa Night)은 2016년 개봉한 미국의 드라마 영화이다. 앤드류 안의 감독 데뷔작이며 그가 각본 역시 맡았다.

## 캐스팅
- 조셉 서 : 데이빗 역
- 해리 킴 : 소영 역
- 조연호 : 진 역
- 재니스 팩 : 스텔라 역
- 가현 킴 : 그레이스 역
- 선 팍 : 미세스 킴 역
- 데이비드 페브스너